# Plutonium-239
Plutonium-239 of 239Pu, voor het gemak bij reactievergelijkingen ook geschreven {\displaystyle {\ce {^{239}_{94}Pu}}}, is een instabiele radioactieve isotoop van plutonium, een actinide. De isotoop komt van nature niet op Aarde voor. Plutonium-239 wordt gebruikt in kernwapens en kan, net als uranium-233 en uranium-235, ingezet worden als brandstof in kernreactoren.

## Vorming
Plutonium-239 kan ontstaan door radioactief verval van neptunium-239, americium-239 of curium-243. 
{\displaystyle {\ce {{^{239}_{93}Np}->{^{239}_{94}Pu}+{e^{-}}+{\bar {\nu }}_{e}}}}
{\displaystyle {\ce {{^{239}_{95}Am}->{^{239}_{94}Pu}+{e^{+}}+{\nu }_{e}}}}
{\displaystyle {\ce {{^{243}_{96}Cm}->{^{239}_{94}Pu}+\,_{2}^{4}\alpha }}}
Het wordt geproduceerd uitgaande van uranium-238. Neutronen worden afgeschoten op uranium-238-kernen, waardoor uranium-239 ontstaat. Dit proces verloopt zeer vlot. 
{\displaystyle {\ce {^238_92U + ^1_0n -> ^239_92U}}}
Het ontstane uranium-239 is zeer onstabiel (halveringstijd van ongeveer 23,5 minuten) en vervalt via dubbel β−-verval tot plutonium-239. Dit verval verloopt via neptunium-239:
{\displaystyle {\ce {{^{239}_{92}U}->{^{239}_{93}Np}+{e^{-}}+{\bar {\nu }}_{e}}}} (23,5 min)
{\displaystyle {\ce {{^{239}_{93}Np}->{^{239}_{94}Pu}+{e^{-}}+{\bar {\nu }}_{e}}}} (2,4 dagen)
De splijtactiviteit van plutonium-239 is evenwel zeer laag, zodat zelfs na lange neutronenbestraling van uranium-238 het ontstane plutonium-239 gemengd zit met een grote hoeveelheid uranium-238 (en enkele andere isotopen van uranium), zuurstof en splijtproducten. Enkel na dagen van bestraling kan het plutonium-239 op chemische wijze afgescheiden worden van de rest van het mengsel (extractie met salpeterzuur), zodat het zuivere metaal kan verkregen worden.

## Kernsplijting en nucleaire eigenschappen
Zowel zijn nucleaire eigenschappen als het feit dat het mogelijk is om relatief goedkoop grote hoeveelheden plutonium-239 te produceren maken de isotoop een geschikte kandidaat voor toepassing in kernwapens en als kernbrandstof. Bij de kernsplijting van uranium-235 in een reactor komen twee of drie neutronen vrij, die door uranium-238 geabsorbeerd kunnen worden. Daarbij ontstaat, naast andere isotopen, plutonium-239, dat eveneens neutronen kan absorberen.
Van alle nucleaire brandstoffen bezit plutonium-239 de kleinste kritische massa: ongeveer 11 kg.

## Radioactief verval
Plutonium-239 vervalt onder uitzending van alfastraling naar de radio-isotoop uranium-235:
{\displaystyle {\ce {{^{239}_{94}Pu}->{^{235}_{92}U}+\,_{2}^{4}\alpha }}}
De halveringstijd bedraagt 24.125 jaar.

## Toepassing als kernbrandstof
Plutonium-239 wordt onder de vorm van plutonium(IV)oxide gebruikt als zogenaamde MOX-brandstof (mixed oxide-brandstof) in kernreactoren. De toevoeging van plutonium-239 zorgt ervoor dat er aanzienlijk minder nood is aan verrijkt uranium in de brandstofstaven. De reden hiervoor is dat plutonium-239 tegelijkertijd gevormd en verbruikt wordt in de brandstofstaven; immers, door neutronenabsorptie van uranium-238 ontstaat uiteindelijk toch opnieuw plutonium-239. De kernsplijting van plutonium-239 levert ongeveer een derde van de totale energie die opgewekt wordt in een commerciële kernreactorinstallatie.
227Pu · 228Pu · 229Pu · 230Pu · 231Pu · 232Pu · 233Pu · 234Pu · 235Pu · 236Pu · 237Pu · 237m1Pu · 237m2Pu · 238Pu · 239Pu · 239m1Pu · 239m2Pu · 240Pu · 241Pu · 241m1Pu · 241m2Pu · 242Pu · 243Pu · 243mPu · 244Pu · 245Pu · 246Pu · 247Pu